# 367943 Duende
O 367943 Duende (designação provisória 2012 DA14) é um asteroide próximo à Terra (Near-Earth Object), com um diâmetro estimado de 50 metros e uma massa estimada de 190 000 toneladas. Foi descoberto em 23 de fevereiro de 2012, pelo Observatório Astronômico de La Sagra, na Espanha, sete dias depois de passar a 0,0174 UA (2,600,000 km) da Terra. Cálculos mostram que em 15 de fevereiro de 2013, a distância entre o asteroide e o centro da Terra foi de 0,0002276 UA (34,050 km) e 27,700 km da superfície.